# Pontos extremos da Ásia
Os pontos extremos da Ásia são os seguintes:

## Ásia, incluindo as terras remotas e as pequenas ilhas
- Extremo norte: Cabo Árctico, Ilha Komsomolets, Severnaya Zemlya, Rússia (81º13'N 90º70'E).
- Extremo sul: Ilha Pamana, Indonésia (11ºS)[1]
- Extremo oeste: Cabo Baba, Turquia (26° 4' E)[2]
- Extremo leste: Ilha Diomedes Maior, uma das Ilhas Diomedes, Rússia (169º01'W)[3]

## Ásia continental
- Extremo norte: Cabo Chelyuskin, Península de Taimir, Rússia (77° 43′N)
- Extremo sul: Cabo Piai, Malásia (1° 16′N)
- Extremo oeste: Cabo Baba, Turquia (26° 4′E)
- Extremo leste: Cabo Dezhnev, Rússia (169° 40' W)[4]

## Altitude
- Máxima: Monte Everest, Fronteira China-Nepal, 8849,87 m
- Mínima: Mar Morto, Israel e Jordânia, -417 m